# Edoardo Reja
Edoardo Reja (ur. 10 października 1945 w Gorycji) – włoski trener piłkarski i piłkarz.

## Sukcesy
| Reprezentacja | Liga       | Sezon     | Miejsce                       |
| ------------- | ---------- | --------- | ----------------------------- |
| Brescia       | Serie B    | 1996/1997 | 1. miejsce (awans do Serie A) |
| Vicenza       | Serie B    | 1999/2000 | 1. miejsce (awans do Serie A) |
| SSC Napoli    | Serie C1/B | 2005/2006 | 1. miejsce (awans do Serie B) |